# Pinguinus impennis
L'alca impenne (Pinguinus impennis Linnaeus, 1758) era un uccello incapace di volare appartenente alla famiglia degli Alcidi, scomparso attorno alla metà del XIX secolo. Era l'unica specie giunta fino all'epoca storica del genere Pinguinus Bonnaterre, 1791, un gruppo di uccelli che originariamente comprendeva anche un'altra specie di alca gigante incapace di volare, stanziata nella regione dell'oceano Atlantico. Nidificava su isole rocciose e remote, che offrivano un facile accesso all'oceano e una ricca disponibilità di cibo: condizioni piuttosto difficili da trovare in natura, che spinsero questo animale a riprodursi unicamente in poche località. Al di fuori della stagione riproduttiva, le alche trascorrevano il tempo nutrendosi nelle acque del Nord Atlantico, spingendosi a sud fino alle coste settentrionali della Spagna e anche nei pressi delle coste di Canada, Groenlandia, Islanda, Fær Øer, Norvegia, Irlanda e Gran Bretagna.
L'alca impenne raggiungeva i 75–85 cm di altezza e pesava circa 5 kg; era quindi la specie più grande della famiglia degli Alcidi. Aveva il dorso nero e il ventre bianco. Il becco, anch'esso nero, era robusto e ricurvo, con scanalature sulla superficie. Durante l'estate, il piumaggio dell'alca impenne presentava una macchia bianca sopra ciascun occhio. In inverno, l'alca perdeva queste macchie, ma sviluppava una fascia bianca che si estendeva attraverso gli occhi. Le ali, lunghe solo 15 cm, non le consentivano di volare. Al contrario, era un'eccellente nuotatrice, abilità che utilizzava per cacciare. Le sue prede preferite erano pesci, come alose dell'Atlantico e capelani, e crostacei. Nonostante fosse agile in acqua, sulla terra era piuttosto goffa. Le coppie di alca impenne rimanevano unite per tutta la vita. Nidificavano in colonie fitte e numerose, deponendo un unico uovo sulla nuda roccia. L'uovo era bianco con marezzature brune. Entrambi i genitori covavano l'uovo per circa sei settimane prima della schiusa. Il piccolo lasciava il nido dopo due o tre settimane, anche se i genitori continuavano a prendersene cura.
L'alca impenne rivestiva un ruolo importante presso molte tribù di nativi americani, sia come fonte di cibo sia come creatura simbolica. Molti uomini appartenenti alla cosiddetta cultura arcaica marittima venivano seppelliti assieme a ossa di alca impenne, e uno è stato addirittura trovato ricoperto da più di 200 becchi di alca, che si presume facessero parte di un mantello realizzato con le loro spoglie. I primi esploratori europei giunti nelle Americhe utilizzarono le alche come fonte conveniente di cibo o come esche per la pesca, riducendone drasticamente il numero. Il fatto che il piumino di questo uccello fosse molto richiesto in Europa fece sì che quasi tutte le sue popolazioni europee fossero già scomparse attorno alla metà del XVI secolo. Gli scienziati richiamarono l'attenzione sul fatto che tali comportamenti avrebbero potuto portare all'estinzione dell'alca impenne, che divenne beneficiaria delle prime leggi ambientali volte alla conservazione delle specie a rischio, ma ciò non fu sufficiente. La crescente rarità della specie ne accrebbe notevolmente l'interesse presso musei e collezionisti privati europei, che fecero di tutto per ottenere sue spoglie e uova. Il 3 giugno 1844, gli ultimi due esemplari confermati vennero abbattuti a Eldey, al largo delle coste dell'Islanda, e con essi andò distrutto anche l'ultimo tentativo noto di riproduzione. Successivamente vi furono voci riguardanti avvistamenti o catture di esemplari sopravvissuti. L'avvistamento di un individuo nel 1852 è considerato da alcuni l'ultimo mai effettuato di un esemplare appartenente alla specie. L'alca impenne è citata in diversi racconti, e la rivista scientifica dell'Unione americana di ornitologia è chiamata The Auk in onore di questo uccello.

## Tassonomia ed evoluzione

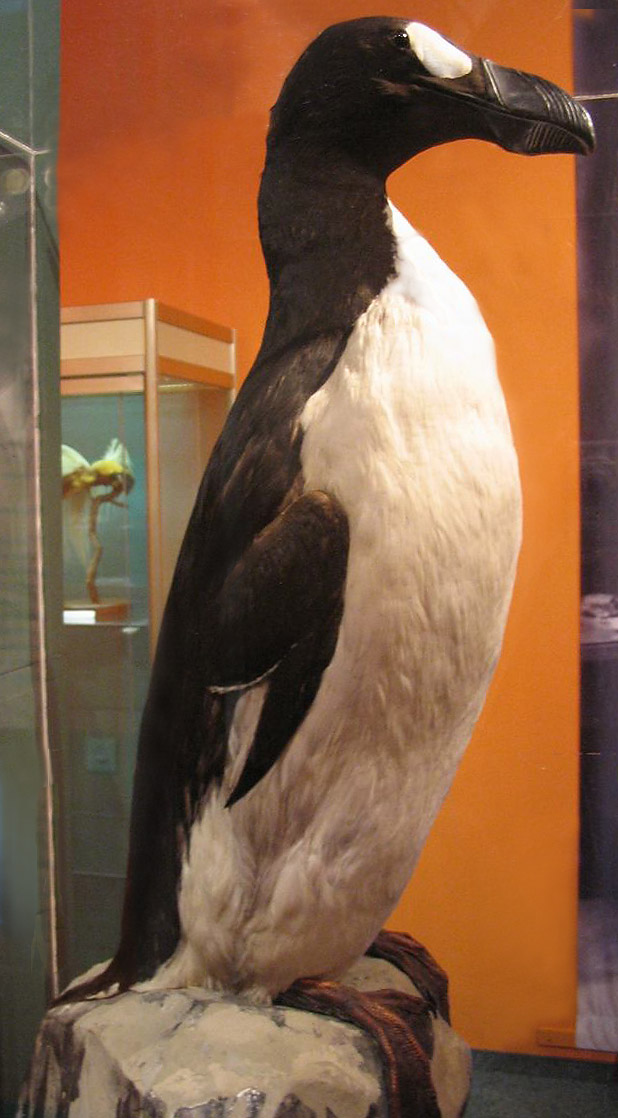
L'esemplare numero 44 a Lipsia.

L'analisi delle sequenze di DNA mitocondriale ha confermato ciò che gli studiosi avevano già da tempo ipotizzato tramite studi morfologici e biogeografici, ossia che il parente attuale più stretto dell'alca impenne è la gazza marina. L'alca impenne era anche strettamente imparentata con la gazza marina minore, che ha seguito un percorso evolutivo completamente diverso rispetto a Pinguinus. A causa della sua somiglianza esteriore con la gazza marina (fatta eccezione per l'inattidudine al volo e le dimensioni), l'alca impenne è stata talvolta classificata nel genere Alca, come fece anche lo stesso Linneo.
I resti fossili (in particolare quelli della specie sorella Pinguinus alfrednewtoni) e le evidenze molecolari dimostrano che i tre generi suddetti, sebbene strettamente imparentati, si separarono presto dopo essersi a loro volta distaccati da un antenato comune, probabilmente simile a una tozza urietta di Xantus, e si diffusero lungo le coste dell'Atlantico. A quel tempo, le urie si erano già differenziate dagli altri Alcidi dell'Atlantico. Durante il Pliocene, uccelli simili alle gazze marine erano comuni nell'Atlantico, ma l'evoluzione della gazza marina minore è scarsamente documentata. I dati molecolari sono compatibili con entrambe le ipotesi, ma il peso delle evidenze suggerisce di classificare l'alca impenne in un genere distinto. Alcuni ornitologi, tuttavia, ritengono più appropriato continuare a considerare la specie appartenente al genere Alca. L'alca impenne non è strettamente imparentata con altri generi estinti di Alcidi incapaci di volare, come Mancalla, Praemancalla e Alcodes.
Pinguinus alfrednewtoni era un'altra specie del genere Pinguinus, più grande e anch'essa incapace di volare, vissuta durante il Pliocene inferiore. Nota a partire da ossa rinvenute nella formazione di Yorktown della miniera di Lee Creek, in North Carolina, si ritiene che si sia separata assieme all'alca impenne da un antenato comune. Pinguinus alfrednewtoni viveva nell'Atlantico occidentale, mentre l'alca impenne in quello orientale; dopo la scomparsa del primo, avvenuta alla fine del Pliocene, l'alca impenne estese il suo areale fino a comprendere anche quello del suo simile.

### Etimologia
L'alca impenne è una delle 4400 specie animali descritte originariamente da Carlo Linneo nella sua opera del XVIII secolo, il Systema Naturae, dove compare con il nome di Alca impennis. Il nome Alca è una latinizzazione del termine scandinavo usato per indicare le gazze marine e i loro simili. La specie venne inserita nel suo genere attuale, Pinguinus, soltanto nel 1791. Il nome del genere deriva dal termine con cui la specie era chiamata da spagnoli e portoghesi, mentre l'epiteto specifico impennis deriva dal latino e si riferisce alla mancanza di penne remiganti, o pennae.

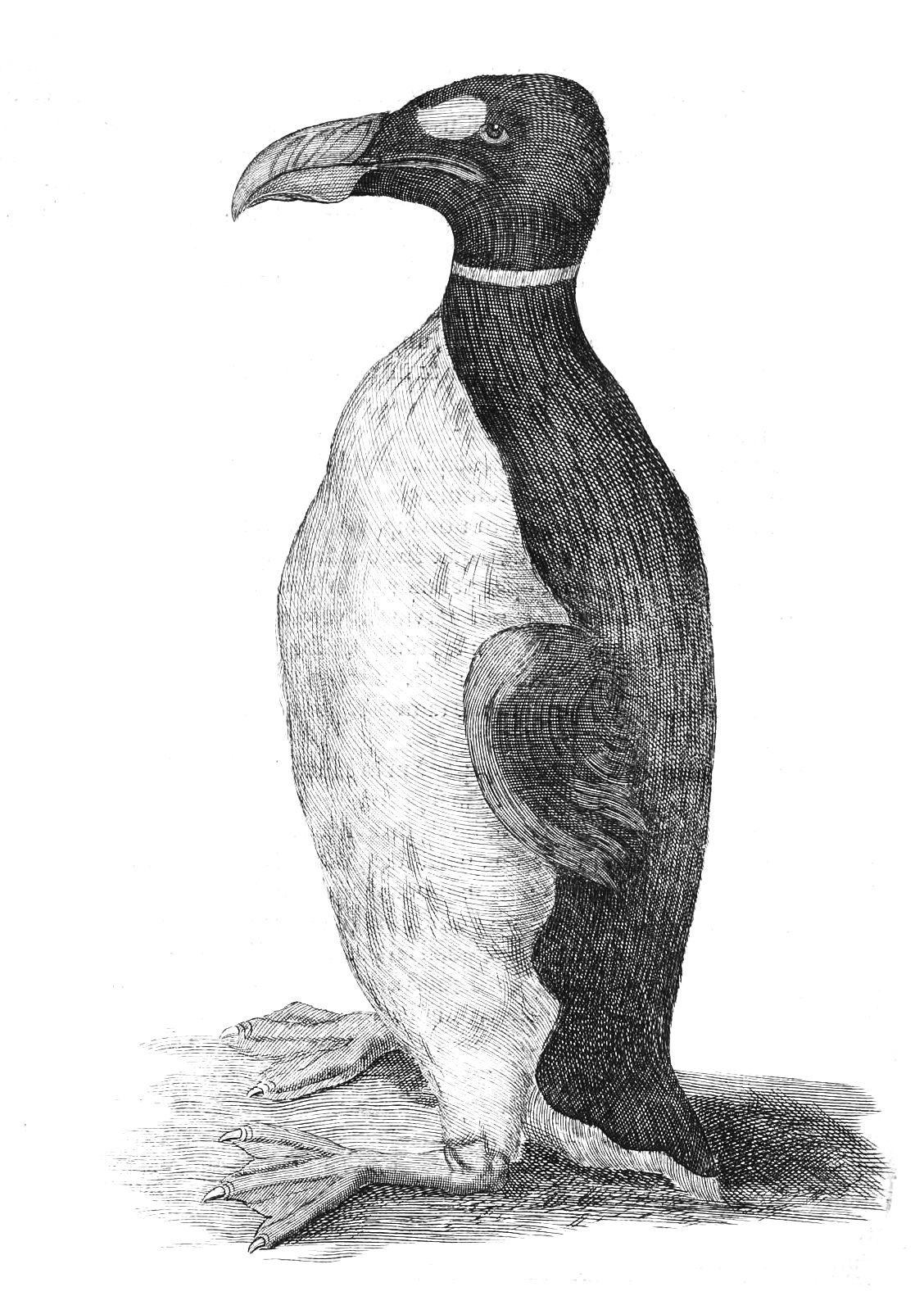
L'unica raffigurazione nota di un'alca impenne in vita, l'esemplare che Ole Worm ricevette dalle Fær Øer (1655)

Il nome irlandese dell'alca impenne, falcóg mhór, significa «grande uccello di mare/alca». Il nome basco, arponaz, significa «becco a lancia». Il nome francese primitivo era apponatz. I Normanni chiamavano l'alca impenne geirfugl, che significa «uccello-lancia». Proprio da quest'ultimo deriva uno dei nomi alternativi con cui la specie è nota in inglese: garefowl o gairfowl. Il nome inuit dell'alca impenne era isarukitsok, che significa «piccola ala». La parola «pinguino» (penguin) comparve per la prima volta nel XVI secolo come sinonimo di «alca impenne». Forse deriva dal gallese pen gwyn, «testa bianca», o dal latino pinguis, «pingue, grassoccio», ma la sua etimologia è ancora oggetto di discussione. Quando gli esploratori europei scoprirono quegli uccelli che oggi chiamiamo pinguini nell'emisfero australe, notarono la loro somiglianza con l'alca impenne e li chiamarono con lo stesso nome, nonostante non fossero affatto imparentati con essa.

## Descrizione

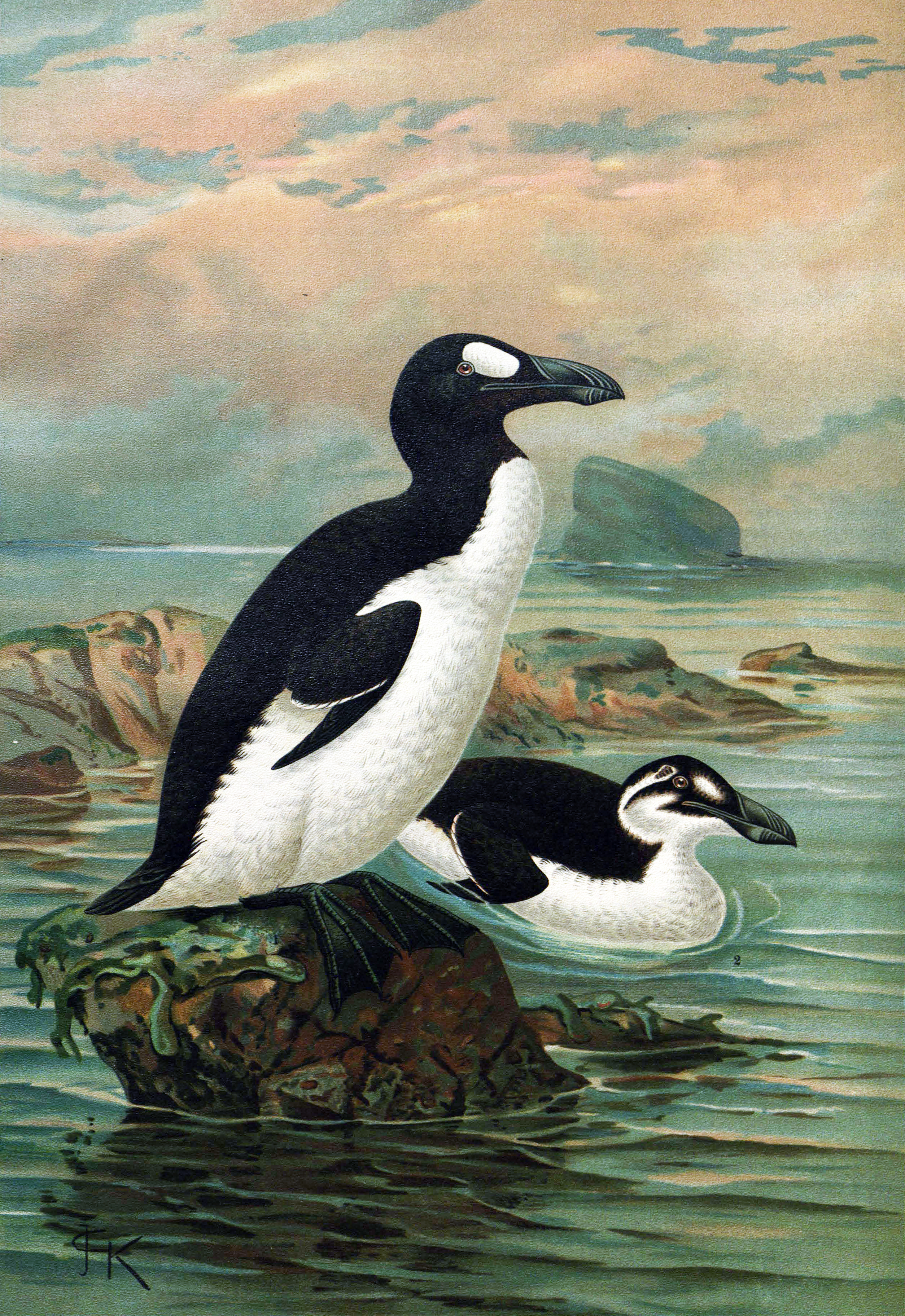
Piumaggio estivo (a sinistra) e invernale (a destra). Da John Gerrard Keulemans.

Con un'altezza di 75–85 cm e un peso, negli esemplari adulti, di circa 5 kg, l'alca impenne, incapace di volare, era la specie più grande sia della sua famiglia sia dell'intero ordine dei Caradriiformi. Le alche che vivevano più a nord avevano generalmente dimensioni maggiori rispetto a quelle stanziate più a sud. Maschi e femmine avevano un piumaggio simile, ma differivano per le dimensioni, in particolare del becco e della lunghezza del femore. Il dorso era prevalentemente di colore nero lucido, mentre il ventre era bianco. Il collo e le zampe erano brevi, mentre testa e ali apparivano piccole. L'alca aveva un aspetto un po' tozzo a causa di uno spesso strato di grasso, necessario per la termoregolazione.
Durante l'estate, l'alca impenne sviluppava una larga macchia bianca sopra ciascun occhio, la cui iride poteva essere di colore nocciola o castano. In inverno, l'alca effettuava la muta e perdeva queste macchie oculari, che venivano sostituite da una fascia bianca e da una linea grigia di piume che andava dall'occhio all'orecchio. In estate, il mento e la gola erano di colore bruno-nerastro, mentre l'interno della bocca era giallo; in inverno, invece, la gola diventava bianca. Alcuni esemplari presentavano del piumaggio grigio sui fianchi, ma il motivo di questa caratteristica è sconosciuto.
Il grosso becco era lungo circa 11 cm e si incurvava verso il basso all'estremità; presentava inoltre profonde scanalature bianche su entrambi i rami: fino a sette sulla mascella e dodici sulla mandibola durante l'estate, che diminuivano di numero in inverno. Le ali misuravano solamente 15 cm, e le remiganti più lunghe appena 10 cm. I piedi e i brevi artigli erano neri, mentre le membrane interdigitali erano di colore nero-brunastro. Le zampe, poste molto indietro sul corpo, permettevano all'animale di nuotare e immergersi con grande efficacia.
I nidiacei erano grigi e ricoperti di piumino, ma il loro esatto aspetto è sconosciuto, poiché non ne sono giunte spoglie fino a noi. Gli esemplari giovani presentavano scanalature sul becco meno evidenti e il collo ricoperto da macchie bianche e nere, e non avevano la macchia oculare tipica degli adulti. Al contrario, mostravano una linea grigia che partiva dagli occhi (ancora cerchiati da un anello perioculare bianco) e scendeva fin sotto le orecchie.
I richiami dell'alca impenne includevano bassi gracidii e grida rauche. Un esemplare in cattività fu osservato mentre emetteva una sorta di gorgoglio quando era nervoso. Non si conoscono altre vocalizzazioni, ma si presume che fossero simili a quelle della gazza marina, sebbene più potenti e profonde.

## Distribuzione e habitat

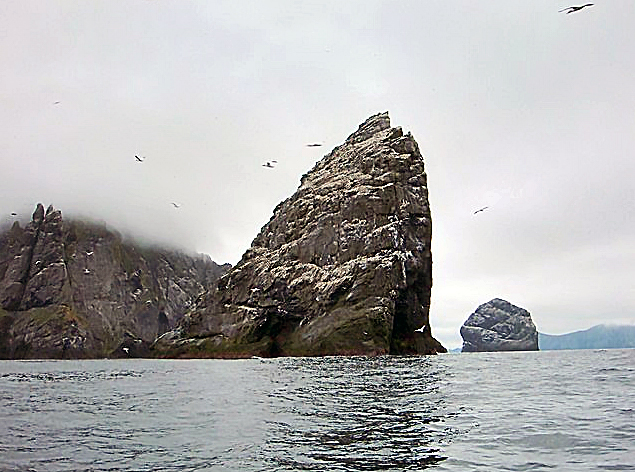
Stac an Armin, a St. Kilda, uno dei luoghi dove nidificava l'alca impenne.

L'alca impenne era diffusa nelle fredde acque costiere del Nord Atlantico, lungo le coste di Canada, Stati Uniti nord-orientali, Norvegia, Groenlandia, Islanda, Fær Øer, Irlanda, Gran Bretagna, Francia e Spagna settentrionale. Lasciava le acque del Nord Atlantico e si spingeva a terra esclusivamente per nidificare; al di fuori della stagione riproduttiva, si riposava persino in mare aperto. Colonie di alca impenne si trovavano dalla baia di Baffin fino al golfo di San Lorenzo e, attraversando l'estremità settentrionale dell'Atlantico, in Islanda, Norvegia e nelle isole britanniche.
Per nidificare, l'alca impenne necessitava di isole rocciose con scogliere digradanti che offrissero un facile accesso alla linea costiera. Si trattava di requisiti piuttosto restrittivi, e si ritiene che l'alca impenne occupasse in tutto non più di una ventina di colonie riproduttive. Inoltre, i siti di nidificazione dovevano trovarsi in prossimità di acque ricche di cibo e a una distanza sufficiente dalla terraferma per scoraggiare la presenza di esseri umani e orsi polari.
Sono note solamente sei località dove erano presenti colonie riproduttive: Papa Westray nelle isole Orcadi, l'isola di St. Kilda al largo della Scozia, le isole di Grímsey ed Eldey nei pressi dell'Islanda, l'isola di Funk vicino a Terranova, e le Bird Rocks (Rochers-aux-Oiseaux) nel golfo di San Lorenzo. I ritrovamenti indicano che questa specie potrebbe aver nidificato anche a Capo Cod, in Massachusetts. A partire dalla fine del XVIII secolo e dagli inizi del XIX, l'areale riproduttivo dell'alca impenne si ridusse alle isole di Funk, Grímsey, Eldey, al golfo di San Lorenzo e a St. Kilda. L'isola di Funk ospitava la più vasta colonia riproduttiva conosciuta.
Dopo che i pulcini avevano messo le penne, l'alca impenne si spostava a nord o a sud, lontano dalle colonie riproduttive, e tendeva a dirigersi verso sud durante il tardo autunno e l'inverno. Era comune nei Grandi Banchi. Sue ossa sono state rinvenute fino in Florida, dove la specie è risultata presente in quattro periodi distinti: attorno al 1000 a.C., al 1000 d.C., nel XV secolo e nel XVII secolo. È stato ipotizzato, tuttavia, che alcune delle ossa scoperte in Florida possano essere il risultato di scambi commerciali 
tra popolazioni indigene. 
In inverno, generalmente, l'alca impenne non si spingeva più a sud della baia del Massachusetts.

## Ecologia e comportamento

Alche impenni da The Birds of America di John James Audubon.

L'alca impenne non fu mai osservata e descritta da scienziati moderni durante la sua esistenza; tutto ciò che sappiamo su di essa proviene dai resoconti di osservatori non specializzati, come i marinai. Di conseguenza, il suo comportamento non è ben conosciuto ed è difficile da ricostruire. Tuttavia, possiamo dedurne diverse informazioni osservando una sua parente stretta ancora esistente, la gazza marina, e analizzando i tessuti molli giunti fino a noi.
Le alche impenni camminavano lentamente e talvolta utilizzavano le ali per aiutarsi a superare terreni irregolari. Quando erano costrette a correre, lo facevano in modo goffo e con brevi passi in linea retta. Avevano pochi nemici naturali, in particolare grandi mammiferi marini come le orche e uccelli predatori come le aquile di mare codabianca. Gli orsi polari razziavano occasionalmente i siti di nidificazione.
Questa specie non mostrava una paura innata degli esseri umani, e la sua incapacità di volare, unita alla goffaggine a terra, ne aggravava notevolmente la vulnerabilità. Era cacciata per la carne, le penne e per ottenere esemplari impagliati destinati a musei e collezioni private. Le alche impenni reagivano ai rumori, ma raramente si spaventavano alla vista di qualcosa. Usavano il becco in modo aggressivo, sia nei confronti dei conspecifici nelle colonie di nidificazione, sia quando si sentivano minacciate o venivano catturate dagli uomini. Si stima che questi uccelli potessero vivere in media tra i 20 e i 25 anni. Durante l'inverno, migravano verso sud in coppie o in piccoli gruppi, ma mai in compagnia dell'intera colonia di nidificazione.
L'alca impenne era un'eccellente nuotatrice, che usava le ali per spingersi sott'acqua. Durante il nuoto, teneva la testa eretta mentre il collo restava immerso. Sott'acqua era in grado di piegarsi, virare e ruotare su se stessa. È noto che poteva immergersi fino a 76 metri di profondità, ma alcuni hanno persino ipotizzato che potesse raggiungere il chilometro. Era in grado di trattenere il respiro per 15 minuti, più a lungo di una foca. Poteva anche guadagnare velocità sott'acqua per poi schizzare fuori e approdare su una sporgenza rocciosa sopra la superficie dell'oceano.

### Alimentazione

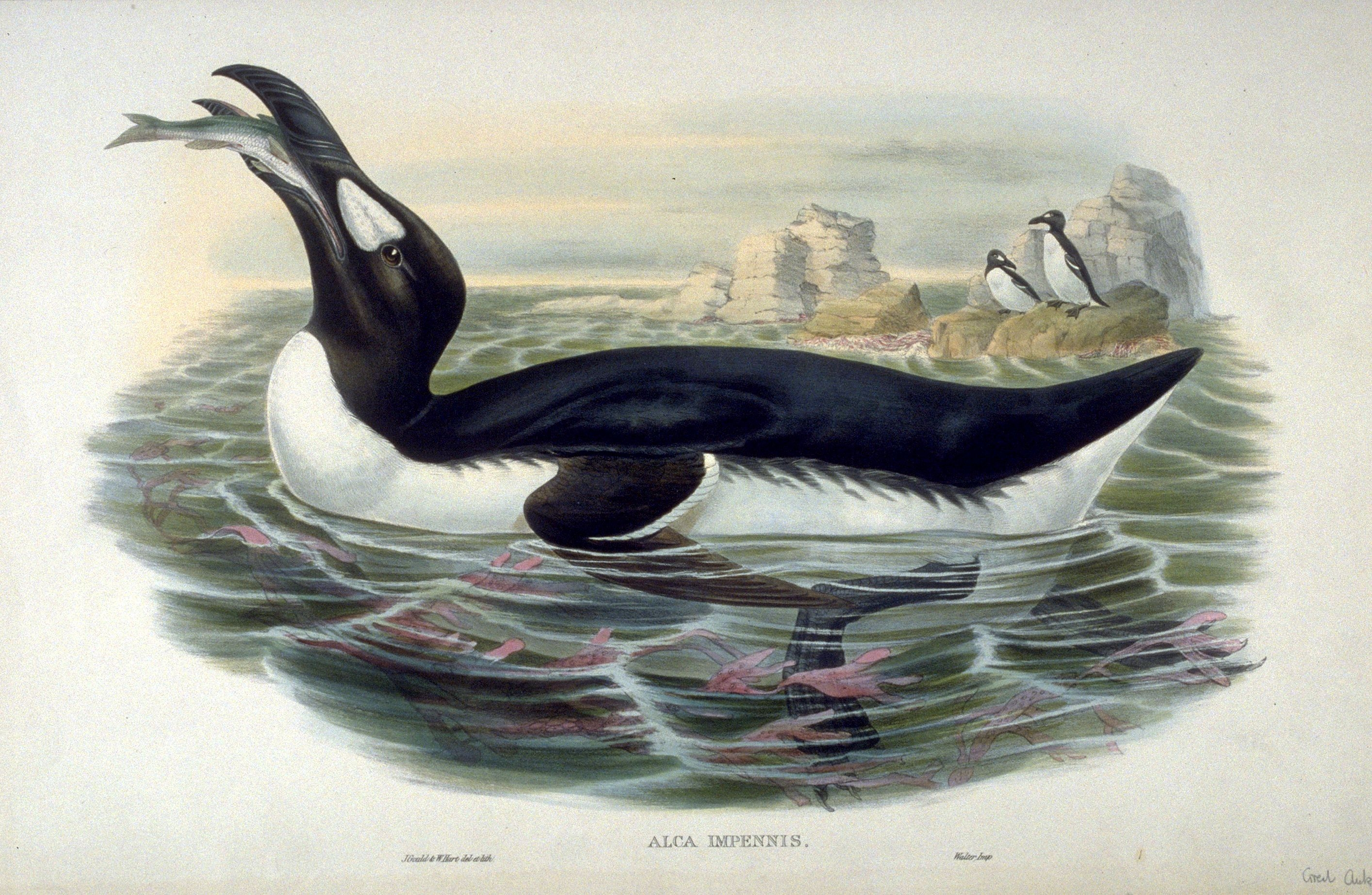
Alca impenne che ingoia un pesce in un disegno di John Gould.

Questo alcide si procurava generalmente il cibo in acque costiere meno profonde rispetto a quelle frequentate da altri Alcidi, sebbene, dopo la stagione riproduttiva, sia stato avvistato anche a 500 km di distanza dalla terraferma. Si ritiene che catturasse le prede cacciando in modo cooperativo all'interno di stormi. Si nutriva principalmente di pesci, in particolare di quelli lunghi 12–20 cm e del peso di 40-50 g, ma occasionalmente poteva catturare anche prede lunghe la metà della propria dimensione. In media, era in grado di immergersi fino a 75 m di profondità, e si stima che potesse raggiungere punte massime di 130 m; tuttavia, per risparmiare energia, la maggior parte delle immersioni avveniva a profondità inferiori.
La sua abilità di immergersi così profondamente riduceva la competizione alimentare con altre specie di Alcidi. In base ai resti trovati in associazione con ossa di alca impenne sull'isola di Funk, e considerando anche dati ecologici e morfologici, si ritiene che le sue prede preferite fossero le alose dell'Atlantico e i capelani. Altri potenziali alimenti suggeriti dagli studiosi includono lompi, scorpioni di mare, merluzzi, crostacei e ammoditi. Si ipotizza che i giovani di alca impenne si nutrissero di plancton e, forse, anche di pesci e crostacei rigurgitati dagli adulti.

### Riproduzione

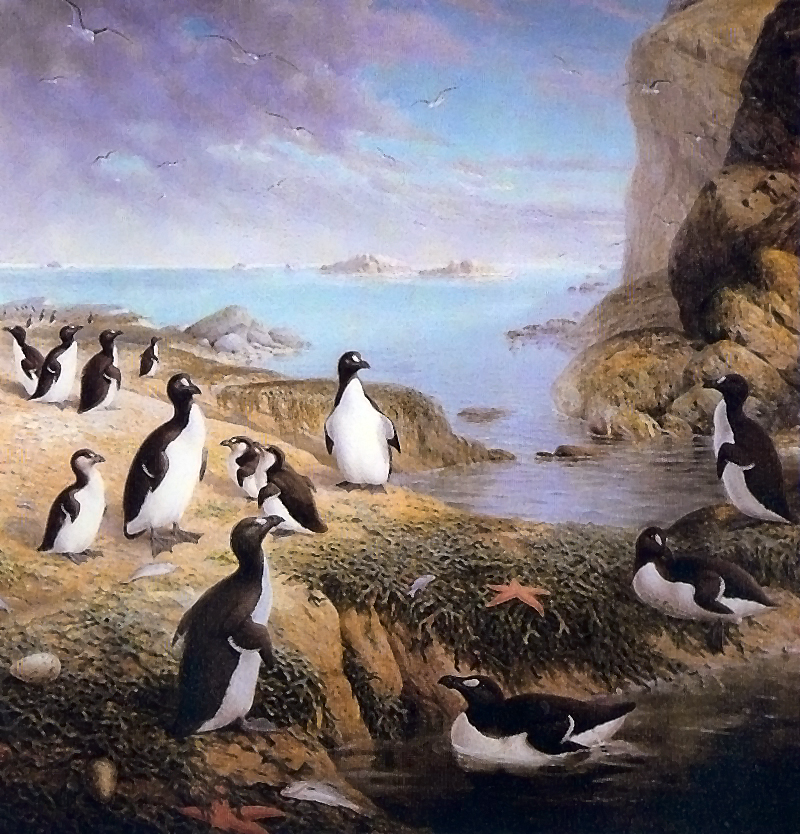
Colonia con giovani e uova, da Keulemans.

La formazione delle coppie presso le alche impenni iniziava nei primi giorni di maggio o verso la metà del mese. Si ritiene che i partner rimanessero uniti per tutta la vita, sebbene alcuni studiosi abbiano ipotizzato la possibilità di accoppiamenti al di fuori della coppia, come osservato nelle gazze marine. Una volta costituita la coppia, gli uccelli nidificavano alla base delle scogliere, in colonie dove probabilmente avveniva anche l'accoppiamento. Le coppie riproduttive si impegnavano in parate sociali durante le quali dondolavano la testa su e giù, mettendo in evidenza la macchia oculare bianca, i disegni presenti sul becco e l'interno giallo della bocca. Queste colonie erano estremamente affollate e popolate: alcuni studiosi hanno stimato che potesse esserci un nido per ogni metro quadrato di terreno disponibile. Le colonie erano molto gregarie, e nel caso fossero condivise con altre specie di Alcidi, l'alca impenne dominava grazie alle sue dimensioni maggiori.

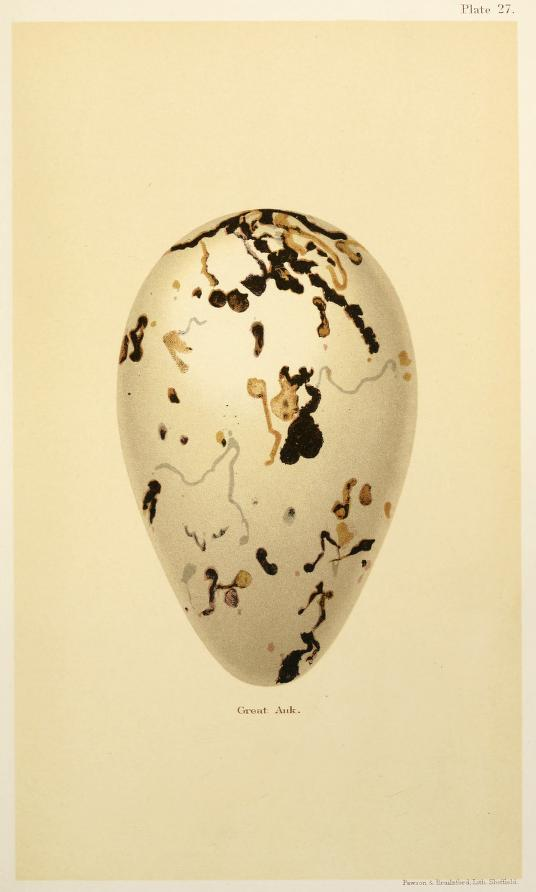
Raffigurazione dell'uovo numero 17, tratta da un libro del 1896.

Le femmine di alca impenne deponevano un solo uovo all'anno, tra la fine di maggio e i primi di giugno, sebbene potessero deporre un uovo sostitutivo qualora il primo andasse perduto. Negli anni caratterizzati da scarsità di cibo, l'alca rinunciava alla riproduzione. L'unico uovo veniva deposto sul terreno nudo, a meno di 100 metri dalla costa. Di forma ovoidale e allungata, l'uovo misurava in media 12,4 cm di lunghezza e 7,6 cm nel punto più largo. Il colore variava dal bianco-giallastro all'ocra chiaro, con macchie e linee nere, marroni o verdastre, spesso concentrate attorno al polo maggiore. Si ritiene che le variazioni nei disegni facilitassero il riconoscimento dell'uovo da parte dei genitori all'interno della colonia. L'uovo veniva covato a turno da entrambi i genitori, che rimanevano in posizione eretta per un periodo di 39-44 giorni, prima della schiusa, generalmente a giugno, anche se in alcune colonie si potevano trovare uova fino ad agosto.
Anche l'alimentazione del pulcino era affidata a entrambi i genitori, che si alternavano nel nutrimento. Secondo una testimonianza, il piccolo era ricoperto di piumino grigio. Bastavano due o tre settimane perché il giovane crescesse abbastanza da lasciare il nido e la terraferma per dirigersi verso l'acqua, evento che avveniva di solito verso la metà di luglio. I genitori continuavano a occuparsi di lui anche dopo che aveva messo le penne, e alcuni adulti sono stati osservati nuotare con il piccolo appollaiato sul dorso. Le alche impenni raggiungevano la maturità sessuale tra i quattro e i sette anni d'età.

## Rapporti con l'uomo

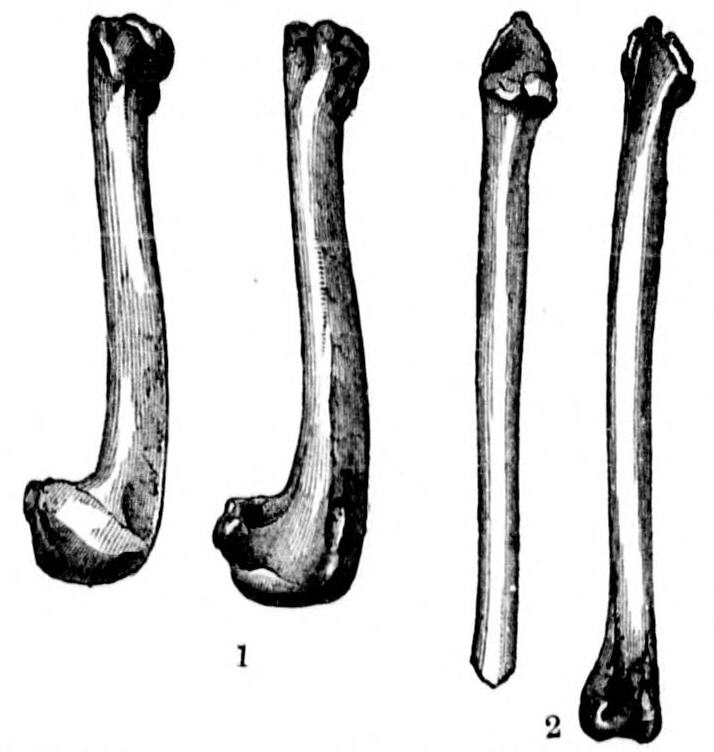
Due omeri (1) e due tibie (2) di alca impenne rinvenute dagli archeologi tra gli scarti di un'antica cucina nel Caithness.

L'alca impenne costituiva una fonte di cibo per i Neanderthal già oltre 100.000 anni fa, come testimoniato dalle ossa ben ripulite rinvenute presso i resti dei loro fuochi da campo. Immagini che si ritiene rappresentino alche impenni sono state incise sulle pareti della grotta di El Pinto, in Spagna, oltre 35.000 anni fa, mentre pitture rupestri risalenti a circa 20.000 anni fa sono state rinvenute nella grotta Cosquer, in Francia.
Per i nativi americani, l'alca impenne rappresentava una fonte di sostentamento nei mesi invernali e un importante simbolo culturale. Immagini raffiguranti alche impenni sono state rinvenute su collane in osso. I resti di un uomo appartenente alla cosiddetta cultura arcaica marittima, sepolto nel sito di Port au Choix, a Terranova, e risalenti intorno al 2000 a.C., sono stati trovati circondati da più di 200 becchi di alca impenne. Si ritiene che questi appartenessero a un mantello confezionato con le loro spoglie, con le teste lasciate attaccate come ornamento. Quasi la metà delle ossa di uccelli rinvenute nelle tombe del sito appartengono ad alche impenni, il che lascia supporre che questa specie avesse un ruolo rilevante nella cultura di quei popoli. I Beothuk di Terranova, oggi scomparsi, preparavano una sorta di pasticcio con le uova dell'alca. Anche gli eschimesi Dorset catturavano questi uccelli, e in Groenlandia i Saqqaq ne sfruttarono le popolazioni a tal punto da causarne una riduzione locale dell'areale.
In seguito, i marinai europei considerarono la presenza delle alche un'indicazione utile per la navigazione, poiché segnalava la vicinanza dei Grandi Banchi di Terranova.
Si ritiene che la popolazione dell'alca impenne fosse costituita da alcuni milioni di esemplari. La caccia su larga scala per la carne, le uova e il piumino iniziò almeno dall'VIII secolo. In precedenza, la caccia praticata dagli indigeni locali era già documentata dalla tarda età della pietra in Scandinavia e nel Nord America orientale, e dall'inizio del V secolo nel Labrador, dove l'uccello sembra essere stato presente solo come visitatore occasionale. I primi esploratori, come Jacques Cartier e gli equipaggi di numerose navi dirette sull'isola di Baffin alla ricerca di oro, non portavano con sé provviste per il viaggio di ritorno e utilizzavano dunque l'alca impenne sia come fonte di cibo che come esca per la pesca.
Successivamente, alcune imbarcazioni iniziarono a sostare presso le colonie di questi uccelli e a gettare passerelle fino alla riva. I marinai spingevano allora centinaia di alche sulle navi, dove venivano massacrate. Alcuni studiosi si sono interrogati sull'effettiva efficacia di questo metodo di caccia. Anche le uova rappresentavano una risorsa alimentare importante, essendo tre volte più grandi di quelle dell'uria e dotate di un tuorlo abbondante. I marinai introdussero inoltre ratti sulle isole popolate dalle alche, aggravando ulteriormente la pressione sulle popolazioni locali.

### Estinzione

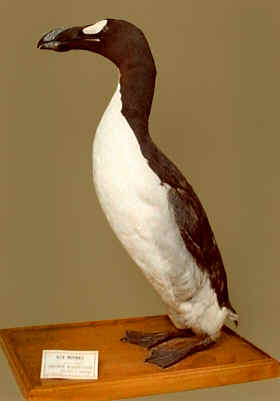
L'esemplare numero 3 a Bruxelles, che potrebbe appartenere a uno degli ultimi due uccelli uccisi ad Eldey nel 1844.

La piccola era glaciale potrebbe aver causato una riduzione della popolazione delle alche impenni, esponendo molte delle isole di nidificazione alle predazioni degli orsi polari. Tuttavia, fu il massiccio sfruttamento per il piumino a portare la specie sull'orlo dell'estinzione. Attorno alla metà del XVI secolo, le colonie riproduttive situate lungo il lato europeo dell'Atlantico erano state quasi tutte eliminate dall'uomo, che uccideva questi uccelli per ricavarne il piumino, utilizzato per imbottire cuscini. Nel 1553 l'alca ottenne per la prima volta una protezione ufficiale, e nel 1794 la Gran Bretagna vietò l'uccisione della specie per ricavarne piume.
A St. John's, alcuni uomini che avevano violato una legge del 1775, la quale proibiva la caccia all'alca per piume o uova, furono pubblicamente frustati. Tuttavia, era ancora consentita la cattura dell'uccello per essere usato come esca da pesca. Sul versante nordamericano, inizialmente veniva preferito il piumino dell'edredone, ma dopo la sua quasi totale scomparsa, negli anni '70 del XVIII secolo, i raccoglitori di piumino iniziarono a rivolgersi all'alca impenne, proprio nel momento in cui cominciava a calare la domanda di carne, esche e olio. L'alca scomparve dall'isola di Funk nel 1800, e una testimonianza di Aaron Thomas, della HMS Boston, datata 1794, descrive come questi uccelli venissero sistematicamente massacrati:
A causa della crescente rarità, esemplari di alca impenne e le loro uova divennero oggetti da collezione molto ricercati dai più facoltosi europei. La raccolta indiscriminata di uova contribuì in modo significativo alla scomparsa della specie. I raccoglitori, sapendo che le uova non venivano deposte tutte nello stesso giorno, visitarono più volte le colonie, raccogliendo solo quelle senza embrione e scartando quelle già sviluppate.
L'ultima alca impenne avvistata sulle isole britanniche fu catturata e uccisa nel luglio del 1840 sull'isolotto di Stac an Armin, a St. Kilda. Tre uomini del luogo catturarono un esemplare, riconoscendone le piccole ali e la grande macchia bianca sulla testa. Lo legarono e lo tennero in vita per tre giorni, finché, durante una violenta tempesta, credendolo una strega responsabile del maltempo, lo uccisero a bastonate. L'alca impenne è l'unico uccello britannico noto per essersi estinto in epoca storica.

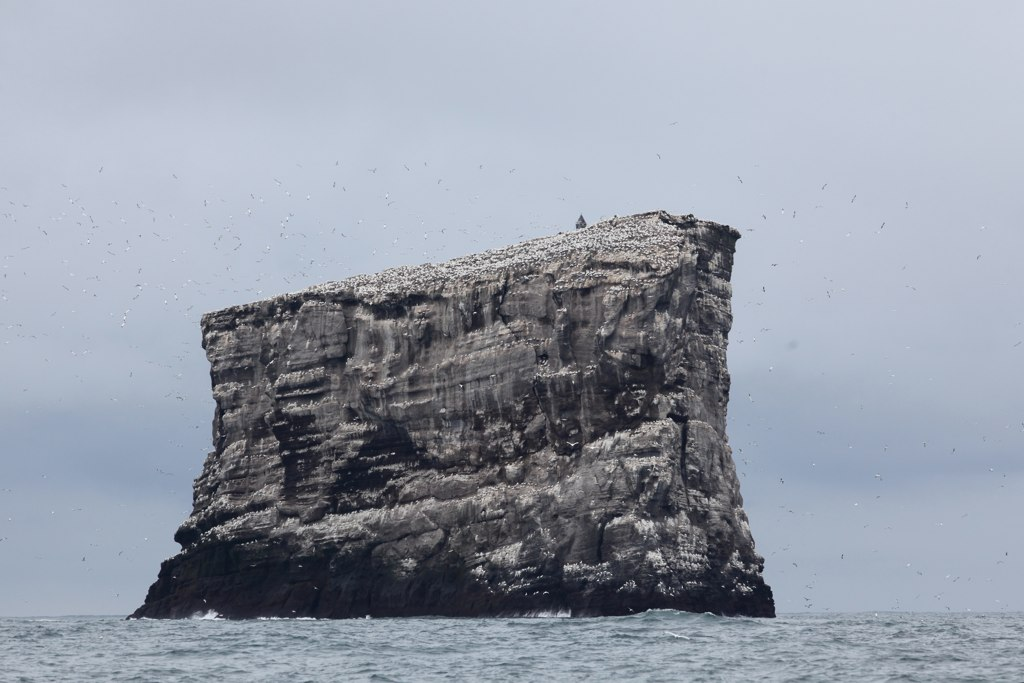
Eldey, l'ultimo rifugio dell'alca impenne.

L'ultima colonia conosciuta visse su Geirfuglasker («la Roccia dell'Alca Impenne»), un isolotto vulcanico al largo dell'Islanda. Circondato da falesie, risultava inaccessibile agli esseri umani, ma fu inghiottito dal mare nel 1830 a seguito di un'eruzione vulcanica. Gli uccelli si trasferirono quindi sulla vicina isola di Eldey, accessibile solo da un lato. Quando la colonia fu scoperta nel 1835, contava circa cinquanta individui. I musei, desiderosi di ottenere esemplari da esporre, iniziarono presto a far catturare gli uccelli superstiti.
L'ultima coppia, avvistata mentre covava un uovo, venne uccisa il 3 giugno 1844 su commissione di un mercante desideroso di procurarsi esemplari da museo: Jón Brandsson e Sigurður Ísleifsson strangolarono i due adulti, mentre Ketill Ketilsson schiacciò l'uovo con i suoi stivali. L'esperto John Wolley intervistò successivamente gli uomini coinvolti, e Ísleifsson raccontò così l'accaduto:
L'Unione Internazionale per la Conservazione della Natura (IUCN) considera credibile una testimonianza del 1852 che segnala l'ultimo avvistamento di un'alca impenne ancora in vita nei pressi dei Grandi Banchi di Terranova.

### Esemplari conservati

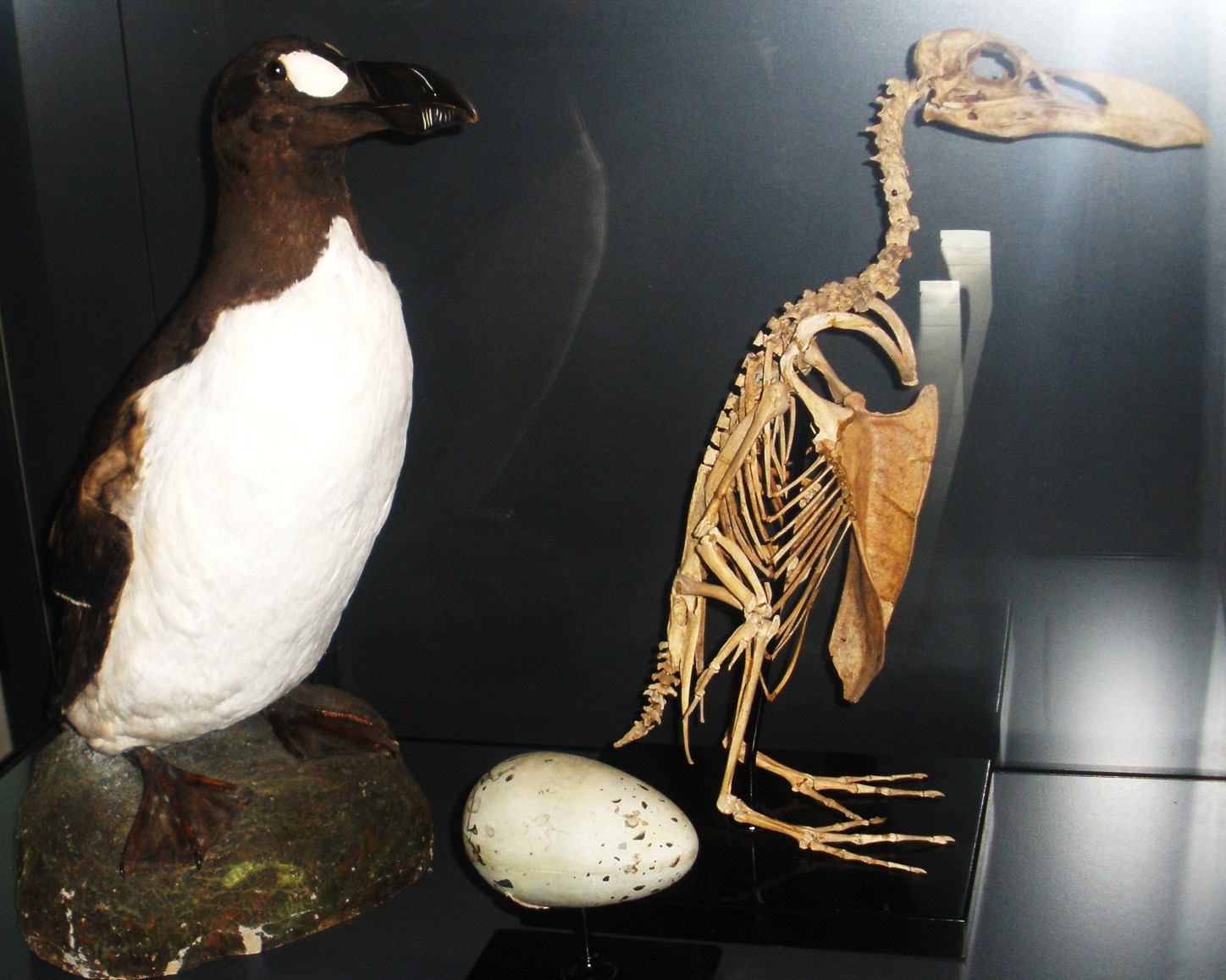
Esemplare numero 39, scheletro e replica di uovo al Museo Senckenberg.

Oggi, tutto ciò che rimane dell'alca impenne consiste in 78 esemplari impagliati conservati per lo più in vari musei, oltre a circa 75 uova e 24 scheletri completi. Fatta eccezione per quattro individui, tutti gli uccelli impagliati indossano il piumaggio estivo, e soltanto due sono esemplari immaturi. Non esistono resti di pulcini. A ogni uovo ed esemplare gli specialisti hanno assegnato un numero di riconoscimento. Nonostante siano state rinvenute migliaia di ossa isolate - dall'isola di Funk nel XIX secolo ai tumuli neolitici - solo un numero limitato di scheletri è completo.
Sull'isola di Funk sono state rinvenute anche mummie naturali, mentre al Museo di Zoologia di Copenaghen si conservano gli occhi e gli organi interni degli ultimi due esemplari catturati nel 1844. Tuttavia, la collocazione attuale delle loro spoglie non è certa. Secondo Errol Fuller, i principali candidati, per via della loro connessione con un determinato commerciante di Copenaghen, sono: il Museo di Storia Naturale della Contea di Los Angeles, il Regio Istituto di Scienze Naturali del Belgio e il Museo d'Oltremare di Brema.
Dopo l'estinzione della specie, il valore dei suoi resti è cresciuto notevolmente, e le aste di esemplari impagliati generarono grande interesse nella Gran Bretagna vittoriana. Attualmente, nel Regno Unito si trovano 15 esemplari, più che in qualsiasi altra parte del mondo. Un esemplare acquistato nel 1971 dal Museo di Storia Naturale Islandese per 9000 sterline è entrato nel Guinness dei primati come l'uccello impagliato più costoso mai venduto. Il prezzo di alcune uova ha raggiunto fino a undici volte il salario annuo di un operaio specializzato. La sorte di sei uova è tuttora sconosciuta, mentre altre sono andate accidentalmente distrutte. Nel corso del XX secolo sono andati perduti anche due esemplari impagliati: uno presso il Museo di Magonza, durante la Seconda guerra mondiale, e uno al Museo Bocage di Lisbona, distrutto da un incendio nel 1978.
In Italia, nella collezione di Zoologia dell'Università di Bologna è conservata una testa mummificata. Esemplari impagliati si trovano inoltre presso il Museo di Storia Naturale dell'Università di Firenze, il Museo di Storia Naturale dell'Università di Pisa, il Museo Civico di Zoologia di Roma e il Museo Regionale di Scienze Naturali di Torino.

### L'alca nella cultura di massa
L'alca impenne è uno degli uccelli estinti citati con più frequenza in letteratura. Essa compare infatti in molte opere di letteratura per bambini.
- In Bambini acquatici. La magica avventura di un bambino terrestre di Charles Kingsley un'alca impenne racconta la storia dell'estinzione della specie[77]. (In questa immagine, il disegnatore di Kingsley finse di non comprendere, o non comprese affatto, il significato delle parole «grosso paio di occhiali bianchi», dove l'autore intendeva le macchie bianche naturali sulla faccia dell'uccello.)
- Anche in Avventura nell'isola[78] di Enid Blyton si parla dell'estinzione dell'uccello, in quanto il protagonista parte alla fallimentare ricerca di quella che ritiene essere l'ultima colonia della specie.

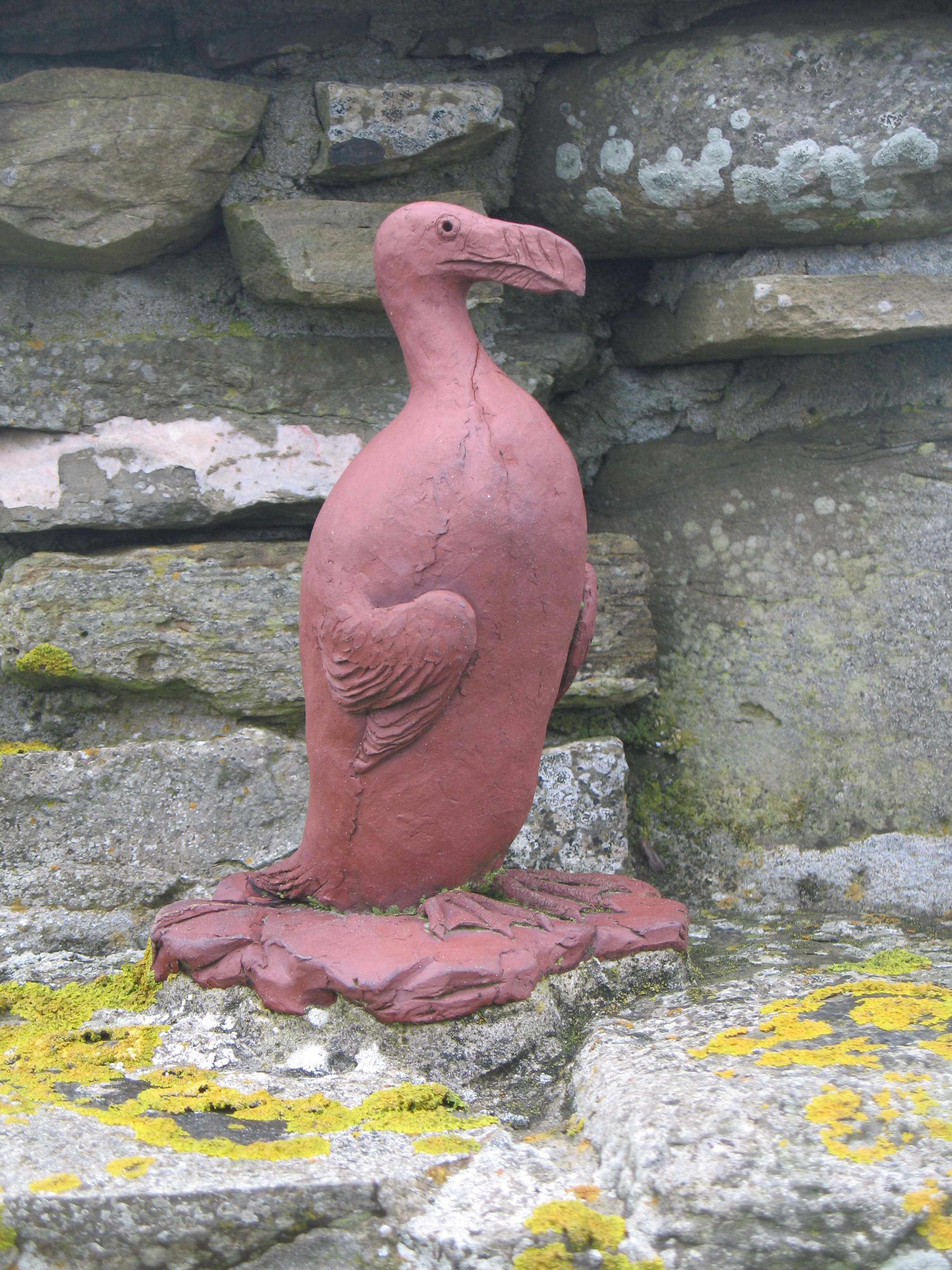
Statua di un'alca impenne.

L'alca impenne è presente anche in una vasta gamma di altre opere di fantasia.
- Al centro della trama (che presenta anche elementi di suspense proto-lovecraftiani) del racconto breve The Harbor Master di Robert W. Chambers (pubblicato nella collezione In Search of the Unknown, Harper and Brothers Publishers, New York, 1904), vi è la scoperta e il tentativo di salvataggio dell'ultima coppia conosciuta di alche impenni.
- Nel romanzo Ulisse, James Joyce cita l'uccello mentre il personaggio principale si sta addormentando. Lo scrittore associa l'alca impenne con il mitico uccello roc mentre il protagonista scivola verso una terra sonnolenta di fantasia e memoria[79].
- Ne L'isola dei pinguini, un romanzo satirico del 1908 del premio Nobel Anatole France, viene narrata la storia fantastica di una popolazione di alche impenni che viene battezzata per sbaglio da un missionario miope[80].
- Un'alca impenne viene catturata dal naturalista immaginario Stephen Maturin nel romanzo storico di Patrick O'Brian Missione sul Baltico. Nel libro sono narrati anche dettagli sullo sfruttamento di una colonia di alche[81].
- L'alca impenne è la protagonista di un romanzo, The Last Great Auk, di Allen Eckert, nel quale sono raccontati gli eventi che hanno portato alla scomparsa della specie visti dalla prospettiva dell'ultimo esemplare sopravvissuto.
- L'uccello compare anche in Mar dei massacri di Farley Mowat[82].
- È protagonista di un balletto, Still Life at the Penguin Café[83], e di una canzone, A Dream Too Far, del musical ecologico Rockford's Rock Opera[84].
- Un'alca impenne compare come uno dei beni preziosi di Baba la Turca nell'opera di Igor' Fëdorovič Stravinskij La carriera di un libertino (libretto di W. H. Auden e Chester Kallman).
- L'alca impenne è la mascotte della Archmere Academy di Claymont (Delaware), del Sir Sandford Fleming College nell'Ontario e della Società Corale dell'Università di Adelaide (AUCS) in Australia[85][86][87].
- È anche la mascotte della competizione educativa Knowledge Masters[88][89].
- La rivista scientifica dell'Unione degli Ornitologi Americani si chiama The Auk in onore di questo uccello[72].
- Secondo le memorie di Homer Hickam, Rocket Boys, dalle quali è stato tratto il film Cielo d'ottobre, i primi razzi che lo scrittore costruì assieme ai suoi amici vennero chiamati ironicamente Auk[90].
- Una compagnia di sigarette, la British Great Auk Cigarettes, prendeva il nome da questo uccello[72].
- Walton Ford, il pittore americano, ha rappresentato delle alche impenni in due dipinti: The Witch of St. Kilda e Funk Island[91].
- Il pittore e scrittore inglese Errol Fuller ha dipinto il quadro Last Stand per illustrare la sua monografia sulla specie[6].
- L'alca impenne compariva anche su un francobollo di una serie di cinque, raffiguranti uccelli estinti, emessi a Cuba nel 1974[92].
- Nel videogioco Assassin's Creed: Rogue, ambientato durante la guerra dei Sette Anni, è possibile osservare stormi di alche impenni.